# Solaris (2002)
Solaris (bra/prt: Solaris) é um filme norte-americano de 2002, dos gêneros ficção científica, suspense e drama romântico, escrito e dirigido por Steven Soderbergh, com roteiro baseado no romance homônimo de Stanisław Lem, que já havia sido adaptado para o cinema em 1972 (Solaris) por Andrei Tarkovski.

## Sinopse
Chris Kelvin é um psiquiatra que ainda sofre a perda de seu grande amor, Rheya, alimentando um sentimento de culpa pelo ocorrido. Kelvin é convocado para investigar o estranho comportamento dos integrantes de uma estação espacial que orbita o misterioso planeta Solaris, que perdeu contato com a Terra. Inicialmente relutante, Kelvin decide partir após ver um comunicado de Gilbarian, seu grande amigo pessoal, solicitando sua ajuda na estação Prometheus por razões que não quer explicar. Ao chegar na estação orbital Kelvin tem uma dupla surpresa: Gilbarian se suicidou e os outros dois cientistas apresentam sintomas de estresse extremo e paranoia. É quando algo inusitado ocorre na vida de Kelvin e ele reencontra, bem à sua frente, sua amada Rheya.

## Elenco
- George Clooney como Chris Kelvin
- Natascha McElhone como Rheya Kelvin
- Jeremy Davies como Snow
- Viola Davis como Helen Gordon
- Ulrich Tukur como Gibarian
- Donna Kimball como Esposa de Gibarian
- Shane Skelton como Filho de Gibarian
- John Cho como Emissário

## Recepção
No site agregador de críticas Rotten Tomatoes, 66% das 202 resenhas dos críticos são positivas. O consenso diz: “Lento, confuso e ambíguo (...) não é um filme para todos, mas oferece questões intrigantes a ponderar."